# クリフトン・フォージ駅
クリフトン・フォージ駅（英語：Clifton Forge Station）は、バージニア州クリフトン・フォージ イースト・リッジウェイ・ストリート307にある駅。

## 利用可能な鉄道路線／列車
アムトラックの停車する列車は下記の通り。
シカゴとワシントン間の夜行長距離列車カーディナル号…週3往復停車